# Самая плохая ведьма (телесериал, 1998)
«Самая плохая ведьма» — приключенческий детский фэнтези-сериал, снятый по мотивам одноимённого фильма.

## Сюжет
По книгам Джилл Мэрфи. Героиня фильма — Милдред Хаббл — поступает в Академию ведьм мисс Кэкл, где учеников обучают искусству волшебства. В академии Милдред получает прозвище «Самая плохая ведьма» из-за того, что умудряется постоянно попадать во всевозможные неприятности. Она не очень способная, боится темноты и очень боится летать. Из-за этих своих страхов и неспособности хоть что-то сделать правильно, Милдред постоянно получает замечания и наказания от классной дамы мисс Помело — строгой преподавательницы по зельям и полётам. Во время кошачьей выставки, где каждая юная ведьма получает чёрного котёнка, Милдред достаётся полосатый и довольно бестолковый котёнок Теби. Но несмотря на все неприятности, которые постоянно сыплются на Милдред как из рога изобилия, она остается милой, доброй девочкой, у которой много друзей, всегда готовых прийти ей на помощь.

## Интересные факты
- В 2001 году было снято продолжение — «Самая плохая ведьма в Колледже волшебников» (англ. Weirdsister College).
- 2005—2008 гг. — вышло продолжение «Новая самая плохая ведьма», где в академию ведьм поступает учиться младшая двоюродная сестра Милдред — Генриетта Хаббл[1].